# Rhorodes petiolator
Rhorodes petiolator är en stekelart som beskrevs av Aubert 1970. Rhorodes petiolator ingår i släktet Rhorodes och familjen brokparasitsteklar. Inga underarter finns listade i Catalogue of Life.